# Matriz unitária
Em matemática, uma matriz unitária é uma matriz complexa n por n U que satisfaz a condição
{\displaystyle U^{*}U=UU^{*}=I_{n}\,}
onde {\displaystyle I_{n}\,} é a matriz identidade e {\displaystyle U^{*}\,} é o transposto conjugado (também chamado operador adjunto ou adjunto Hermitiano) de U. Note-se que esta condição afirma que a matriz U é unitária se e somente se tem uma inversa a qual é igual a seu transposto conjugado {\displaystyle U^{*}\,}
{\displaystyle U^{-1}=U^{*}\,\;}
Uma matriz unitária na qual todos os valores são reais é a mesma coisa que uma matriz ortogonal. Assim como uma matriz ortogonal G preserva o produto interno (real) de dois vetores reais,
{\displaystyle \langle Gx,Gy\rangle =\langle x,y\rangle }
assim também uma matriz unitária U satisfaz
{\displaystyle \langle Ux,Uy\rangle =\langle x,y\rangle }
para todos os vetores complexos x e y, onde {\displaystyle \langle \cdot ,\cdot \rangle } estabelece-se agora para o produto interno padrão sobre Cn. Se {\displaystyle U\,} é uma matriz n por n então são todas equivalentes as seguintes consições:
1. {\displaystyle U\,} é unitária
2. {\displaystyle U^{*}\,} é unitária
3. as colunas de {\displaystyle U\,} formam uma base ortonormal de Cn com respeito ao seu produto interno
4. as linhas de {\displaystyle U\,} formam uma base ortonormal de Cn com respeito a este produto interno
5. {\displaystyle U\,} é uma isometria com respeito à norma de seu produto interno

Decorre da propriedade de isometricidade que todos os valores próprios de uma matriz unitária são números de valor absoluto 1 (i.e., eles residem sobre o círculo unitário centrado no 0 no plano complexo). O mesmo é verdade para o determinante.
Todas as matrizes unitárias são normais, e o teorema espectral portanto aplica-se a elas. Então cada matriz unitária U tem uma decomposição da forma
{\displaystyle U=V\Sigma V^{*}\;}
onde V é unitária, e {\displaystyle \Sigma } é diagonal e unitária.
Para cada n, o conjunto de todas as matrizes unitárias n por n com multiplicação de matrizes formam um grupo.

## Propriedades das matrizes unitárias
- {\displaystyle U} é invertível
- {\displaystyle U^{-1}=U^{*}}
- |det({\displaystyle U})| = 1
- {\displaystyle U^{*}} é unitária
- Matrizes unitárias preservam o comprimento {\displaystyle \|Ux\|_{2}=\|x\|_{2}}
- Matrizes unitárias tem valores próprios complexos de módulo 1.[1]